# Mathikoloni
Mathikoloni (griechisch Μαθηκολώνη) ist eine Gemeinde im Bezirk Limassol in der Republik Zypern. Bei der Volkszählung im Jahr 2021 hatte sie 202 Einwohner.

## Lage und Umgebung

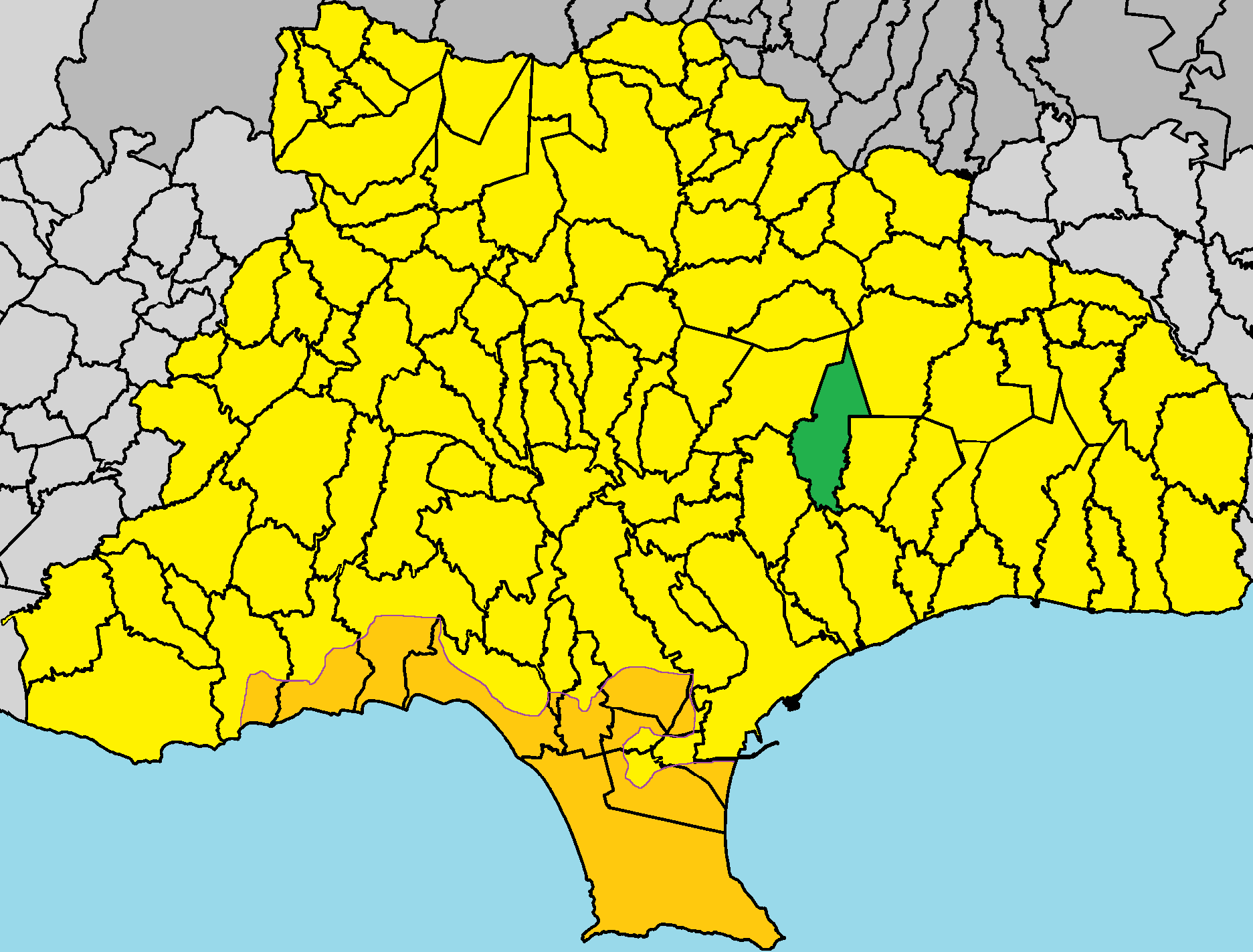
Lage im Bezirk Limassol

Mathikoloni liegt im Süden der Mittelmeerinsel Zypern auf einer Höhe von etwa 335 Metern, etwa 10 Kilometer nördlich von Limassol. Das etwa 14,4 Quadratkilometer große Dorf grenzt im Südwesten an Agios Athanasios, im Westen an Fasoula, im Norden und Nordwesten an Apsiou, im Nordosten an Dierona, im Osten an Akrounda und im Süden an Germasogia. Das Dorf kann über die Straße E131 erreicht werden.

## Geschichte
Der ursprüngliche Standort des Dorfes lag weiter westlich, aber aufgrund eines Erdbebens errichtete die zypriotische Regierung an seinem jetzigen Standort eine neue Siedlung. Die alte Siedlung wird aufgegeben. Das alte Mathikoloni wurde in die Liste der Dörfer aufgenommen, die zur „Great Commandaria“ gehörten. Es gehörte zuerst den Tempelrittern und dann den Johannitern.

### Bevölkerungsentwicklung
| Jahr      | 1881 | 1891 | 1901 | 1911 | 1921 | 1931 | 1946 | 1960 | 1976 | 1982 | 1992 | 2001 | 2011 | 2021 |
| Einwohner | 73   | 59   | 67   | 83   | 132  | 139  | 133  | 111  | 110  | 100  | 65   | 110  | 174  | 202  |